# Pentatonix
Pentatonix (a veces abreviado como PTX), es un grupo de música a capela, procedente de Arlington, Texas. Fue ganador de la tercera temporada de The Sing-Off de la cadena NBC obteniendo 200.000 dólares y un contrato de grabación con Sony. En 2015 y 2016 ganaron el premio Grammy a "Mejor arreglo, instrumental o a capela" por "Daft Punk" y "Dance of the Sugar Plum Fairy" y en 2017 a "Mejor actuación country a dúo o grupo" por "Jolene" junto a Dolly Parton.
En mayo de 2017 Avriel Kaplan anunció que abandonaba el grupo. A finales de 2017 fue reemplazado por Matt Sallee.

## Historia
Pentatonix se originó en 2010, cuando Scott Hoying, Mitch Grassi y Kirstin 'Kirstie' Maldonado, siendo aún estudiantes en su escuela secundaria Martin High School en Arlington, decidieron presentarse a un casting para la serie televisiva Glee. Los tres grabaron un vídeo realizando una versión para trío de "Telephone" y lo colgaron en YouTube. A pesar de que no resultaron elegidos, ganaron mucha atención en su escuela y ciudad, donde el trío comenzó a actuar. Scott Hoying y Kirstie Maldonado se graduaron de la Martin High School en 2010. Hoying fue admitido en la Universidad del Sur de California, en la cual cursó un grado en Música Popular, mientras que Maldonado cursó un grado de Teatro Musical en la Universidad de Oklahoma. Grassi, el miembro más joven del trío, aún estaba en su último año de educación secundaria.
Estando en la USC, Scott Hoying se unió a un grupo a capela llamado SoCal VoCals. Se enteró del casting para The Sing-Off a través de otro miembro de ese grupo, Ben Bram (actual productor, ingeniero de sonido y arreglista de Pentatonix) el cual lo animó a presentarse a la audición. Hoying convenció a Kirstie y a Mitch, pero necesitaban dos miembros más para llevar a cabo la sección de ritmos (un bajo y un beatboxer). Scott conoció a Avriel "Avi" Kaplan, un reconocido bajo en la comunidad a capela, a través de un amigo en común. Más tarde, el cuarteto descubrió Kevin 'K. O.' Olusola mediante uno de sus populares vídeos subidos a YouTube, en los cuales realizaba beatboxing y tocaba su chelo al mismo tiempo (práctica pionera llamada "celloboxing".) Kevin se graduó de Yale, es Pre-Med, y además habla fluidamente chino mandarín ya que estudió un año en China.
Pentatonix se reunió como grupo por primera vez el día antes de la primera audición para el reality show The Sing-Off. Mitch Grassi no se presentó a su ceremonia de graduación para poder llegar a tiempo para la audición. El quinteto superó el casting exitosamente, pasaron a formar parte del programa y gracias a sus excelentes actuaciones ganaron la 3ª temporada del concurso, obteniendo 200.000 dólares y un contrato discográfico con Sony Music.
El nombre Pentatonix, como cuenta Scott Hoying, fue elegido en relación con la escala pentatónica, una escala o modo con cinco notas por octava. El grupo creyó que el nombre de la escala pentatónica era ideal, ya que representaba a los cinco miembros del grupo, así que reemplazaron las últimas letras por una x para que sonara mejor. El quinteto admite que tiene influencia de pop, dubstep, electro, R&B y hip-hop.
En mayo de 2017 Avi Kaplan anunció que abandonaba el grupo y comenzaba una nueva banda, Avriel and the Sequoias, quedando el grupo en cuatro miembros. En octubre Kaplan fue reemplazado por Matt Sallee en los conciertos de Navidad. Después Sallee siguió colaborando con el grupo, participando en los siguientes conciertos y en los álbumes PTX Presents: Top Pop, Vol. I así como en los álbumes navideños A Pentatonix Christmas Deluxe con 3 canciones extras en las que Sallee participa, Christmas Is Here! y en The Best Of Pentatonix Christmas que este último tiene los éxitos navideños de álbumes pasados que incluye 4 canciones extras con participaciones de Jazmine Sullivan y Whitney Houston.

### The Sing-Off(2011)

#### Actuaciones en directo
Pentatonix realizó las siguientes canciones en la tercera temporada de The Sing Off.
| Episodio   | Tema                   | Canción elegida                                                     | Artista original                     |
| ---------- | ---------------------- | ------------------------------------------------------------------- | ------------------------------------ |
| 1          | Signature Songs        | "E.T"                                                               | Katy Perry                           |
| 2 3        | Current Hits           | "Your Love is My Drug"                                              | Ke$ha                                |
| 2 3        | 'Favorita de los 60    | "Piece of My Heart"                                                 | Erma Franklin (cred a Janis Joplin)  |
| 5          | Placeres Culpables     | "Video Killed the Radio Star"                                       | The Buggles                          |
| 6          | Hip-Hop                | "Love Lockdown"                                                     | Kanye West                           |
| 7          | Superstar Medleys      | Medley de "Oops!... I Did It Again", "Toxic" y "Hold It Against Me" | Britney Spears                       |
| 8          | Clásicos del Rock      | "Born to be Wild"                                                   | Steppenwolf                          |
| 8          | Country hits           | "Stuck Like Glue"                                                   | Sugarland                            |
| 9          | R&B                    | "OMG"                                                               | Usher (con will.i.am)                |
| 9          | R&B                    | "Let's Get It On"                                                   | Marvin Gaye                          |
| 10         | Mastermix Medleys      | "Forget You" / "Since U Been Gone"                                  | Cee Lo Green / Kelly Clarkson        |
| 10         | Elección del Jurado    | "Dog Days Are Over"                                                 | Florence and the Machine             |
| 11 (Final) | Primera actuación      | "Without You"                                                       | David Guetta (feat. Usher)           |
| 11 (Final) | Segunda actuación      | "Give Me Just One Night (Una Noche)"                                | 98 Degrees (cantado con Nick Lachey) |
| 11 (Final) | Canción de la Victoria | "Eye of the Tiger"                                                  | Survivor                             |

### Álbum debut y giras (2012 – presente)
Scott Hoying y Kirstie Maldonado se salieron de sus respectivas carreras para poder estar presentes en el The Sing-Off. Mitch Grassi se perdió su graduación por el mismo motivo.
Después que ellos ganaron el concurso, todos sus miembros se mudaron a Los Ángeles con la esperanza de poder seguir con su incipiente carrera de artistas profesionales. El objetivo principal del grupo es convertirse en el más reconocido grupo a-capella de nuestros tiempos.
En enero de 2012, Pentatonix comenzó a publicar versiones de canciones populares y clásicas en su canal de YouTube. Muchas de sus versiones (covers), incluyendo "Somebody That I Used to Know" de Gotye junto a Kimbra, "Gangnam Style" de PSY, y "We Are Young" de Fun, fueron sensación en YouTube.
Su tan anticipado EP, PTX Vol. 1, fue lanzado el 26 de junio de 2012, obteniendo el puesto número 14 en el ranking de los 200 de la Billboard de US y el puesto número 5 para categoría digital. Este disco vendió más de 20.000 copias la primera semana desde su lanzamiento. Ellos promocionaron su álbum a través de apariciones en la prensa como por ejemplo Access Hollywood, VH1 The Buzz, Marie, y diversos shows en la televisión local. Pentatonix además se presentaron como invitados en la versión china del programa The Sing-Off donde Kevin mostró su excelente mandarín.
Pentatonix se embarcó en su primera gira nacional en el otoño del año 2012. La gira fue totalmente vendida y se presentaron en 30 ciudades. El grupo dijo que esta primera gira fue la oportunidad para conocer a sus admiradores y entender cómo realizar una presentación a capela por 90 minutos. Abrieron distintos actos como el de Alexander Cardinale y el SJ Acoustic Music.
El grupo lanzó su álbum navideño, PTXmas, el 13 de noviembre de 2012, logrando la séptima ubicación en el Billboard 200. El día después, publicaron su vídeo "Carol of the Bells". Continuamente promocionando su álbum, fueron elegidos para los "Coca-Cola Red Carpet LIVE! @ The 2012 American Music Awards" Pre-Show el 18 de noviembre, actuaron en el Hollywood Christmas Parade, y el 16 de diciembre fueron quienes abrieron el show para el "94.7 THE WAVE Christmas Concert Starring Dave Koz and Kenny Loggins". Además fueron invitados en Katie Couric (ABC), Home and Family (Hallmark), The Tonight Show with Jay Leno, and Big D NYE. Ryanseacrest.com nombró a Pentatonix como el "Featured Artist of the Year" del año 2012 por su sorprendente crecimiento en un solo año.
El grupo se fue de gira nacional por segunda vez desde el 24 de enero de 2013 al 11 de mayo de 2013, y simultáneamente escribió material original para su segundo álbum que fue lanzado el 5 de noviembre de 2013.
El grupo ha estado comprometido en distintas colaboraciones con otros artistas. En marzo de 2013, Pentatonix publicó una versión con la violinista Lindsey Stirling de la canción "Radioactive", Imagine Dragons la cual debutó como número uno en el ranking de canciones digitales de Billboard
Pentatonix subió su versión de "Royals" de Lorde a su canal de YouTube el 2 de octubre de 2013.
PTX Vol. 2, fue lanzado el 5 de noviembre de 2013, tiene 4 versiones (covers) (incluye el de Macklemore y Ryan Lewis' "Can't Hold Us", y un mix de Daft Punk) también cuatro canciones originales: "Natural Disaster", "Love Again", "Hey Momma", y "Run to You". El álbum incluye una pista de regalo, Swedish House Mafia mezcla de "Save the World/Don't You Worry Child".
El grupo después del éxito de su versión de "The Evolution of Beyoncé" publicado en YouTube; el cual hasta la propia Beyoncé compartió vía redes sociales con el comentario de "¡Asombroso!, promocionó su PTX, Vol. 2 en The Ellen DeGeneres Show el 4 de noviembre de 2013,.
Una edición especial fue lanzada el 18 de noviembre con dos nuevas pistas, "Go Tell It On The Mountain" y "Little Drummer Boy". Este último fue lanzado como sencillo y alcanzó el número 13 en el Billboard Hot 100, y su video musical se convirtió en viral recibiendo más de 20 millones de visitas.
En 2023 participaron en el concurso de televisión de Fox The Masked Singer, bajo las máscaras de California Roll.

## Otros medios

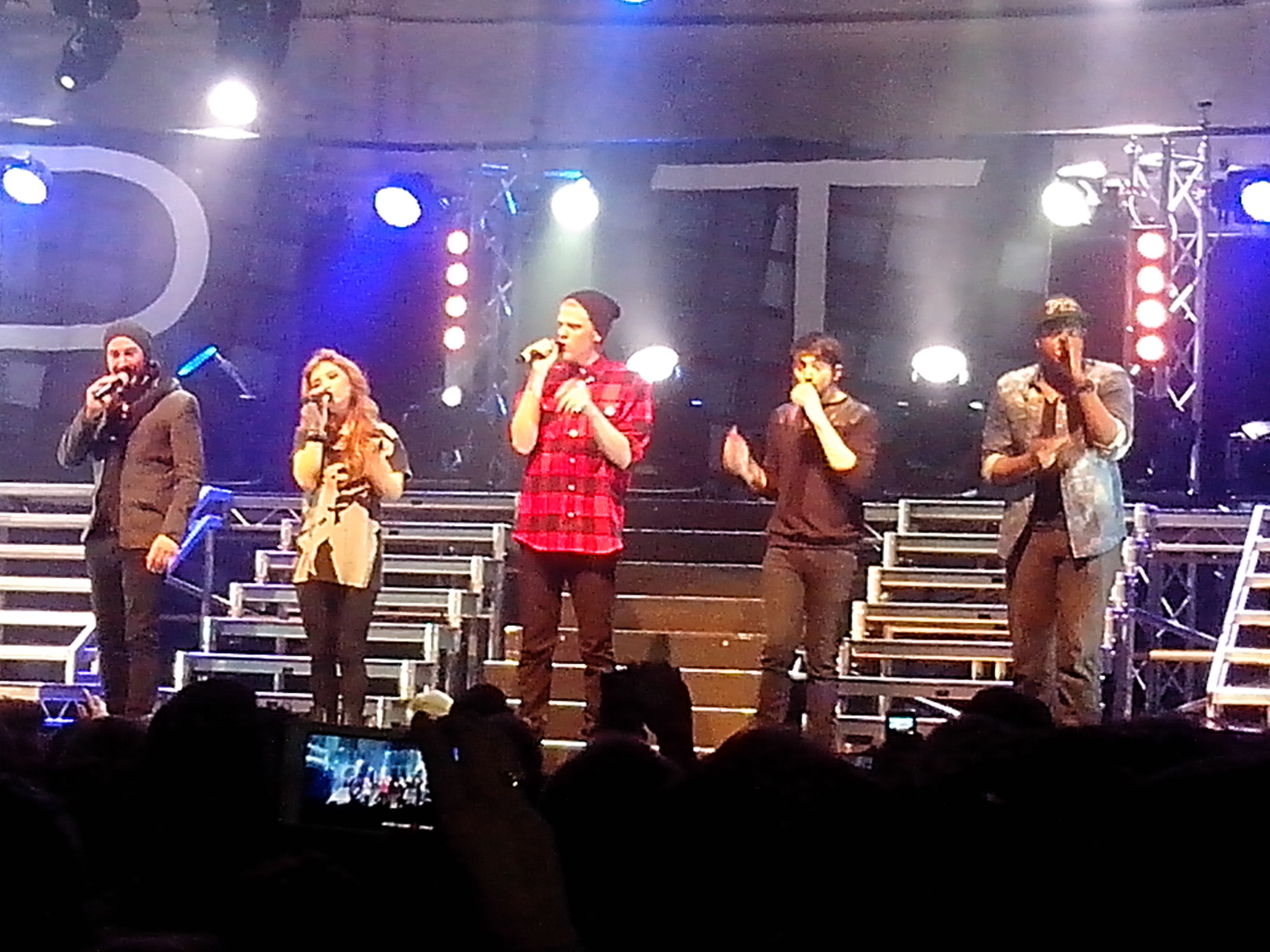
Pentatonix durante una actuación en 2014.

### Cine
Pentatonix realiza un cameo en la película de 2015 Pitch Perfect 2, como competidores de las Barden Bellas representando al equipo canadiense. y en la película "Navidad En Candy Cane Lane" de Eddie Murphy, interpretando al coro de porcelana y convirtiéndose en ellos mismos al final de dicha película.

### Pantalla Chica
Pentatonix aparecen en el capítulo 16 de la temporada 11 en el serie Bones denominado el Toque del Acorde donde el equipo de Bones y Seeley Booth investigan la muerte de un líder de grupo de canto a capela masculino en la Universidad de Lynwood llamados "The Whippersnaps" 

## Beneficencia
Durante el transcurso del The Sing-Off, Pentatonix visitó las oficinas administrativas del The Trevor Project, una organización americana fundada en 1998 que tiene como foco la prevención del suicidio encuentros en conjunto con lesbianismo, gay, bisexual, transgénero, y dudosos (LGBTQ entre los jóvenes. El grupo compartió sus experiencias con ellos ya que varios de sus miembros sufrieron acoso durante su adolescencia, grabaron un anuncio. PSA.
Pentatonix realizó dos funciones en Rochester, New York, el 11 de diciembre de 2011 en apoyo del proyecto "United We Sing" Kenia de la Universidad de Rochester YellowJackets'. El evento, en el cual además se presentaron todas las integrantes del octeto Dellila, fue presentado por los YellowJackets en el salón Kodak Eastman Theatre. Pentatonix en abril de 2012 además fue invitado al A Cappella Palooza fundraiser en Boston (junto con Ben Folds, Delilah, Dartmouth Aires, North Shore y los Dear Abbeys de la Boston University) en un esfuerzo para recaudar fondos para el Centro de Cáncer del Mass General.

## Premios y nominaciones
Grammy Awards
| Año  | Categoría                              | Trabajo | Resultado | Ref.   |
| ---- | -------------------------------------- | --- | --------- | ------ |
| 2015 | Mejor arreglo, instrumental o a capela | Ben Bram, Scott Hoying, Mitch Grassi, Kirstin Maldonado, Avi Kaplan y Kevin Olusola por "Daft Punk"                     | Ganadores | [ 49 ] |
| 2016 | Mejor arreglo, instrumental o a capela | Ben Bram, Scott Hoying, Mitch Grassi, Kirstin Maldonado, Avi Kaplan y Kevin Olusola por "Dance Of The Sugar Plum Fairy" | Ganadores | [ 4 ]  |
| 2017 | Mejor actuación country a dúo o grupo  | Ben Bram, Scott Hoying, Mitch Grassi, Kirstin Maldonado, Avi Kaplan, Kevin Olusola y Dolly Parton por "Jolene"          | Ganadores | [ 5 ]  |

Streamy Awards
| Año  | Categoría              | Trabajo                               | Resultado | Ref.   |
| ---- | ---------------------- | ------------------------------------- | --------- | ------ |
| 2014 | Mejor Cover            | "Daft Punk"                           | Ganadores | [ 51 ] |
| 2014 | Mejor Canción Original | "Love Again"                          | Nominados | [ 51 ] |
| 2014 | Mejor Artista Musical  | Pentatonix                            | Nominados | [ 51 ] |
| 2015 | Mejor cover            | "Evolution of Michael Jackson"        | Nominados | [ 52 ] |
| 2015 | Mejor Colaboración     | "Radioactive" (con Lindsey Stirling)" | Nominados | [ 52 ] |

YouTube Music Awards
| Año  | Categoría            | Trabajo                              | Resultado | Ref.   |
| ---- | -------------------- | ------------------------------------ | --------- | ------ |
| 2013 | Response of the Year | "Radioactive" (con Lindsey Stirling) | Ganadores | [ 53 ] |
| 2015 | Artista del año      | Pentatonix                           | Ganadores | [ 54 ] |

Premios Shorty
| Año  | Categoría               | Trabajo    | Resultado | Ref.   |
| ---- | ----------------------- | ---------- | --------- | ------ |
| 2015 | Mejor Músico de YouTube | Pentatonix | Ganadores | [ 55 ] |

Billboard Music Awards
| Año  | Categoría                | Trabajo                  | Resultado | Ref. |
| ---- | ------------------------ | ------------------------ | --------- | ---- |
| 2015 | Top Billboard 200 Album  | "That's Christmas to Me" | Nominados |      |
| 2015 | Top Billboard 200 Artist | Pentatonix               | Nominados |      |

### Nickelodeon Kids' Choice Awards
| Año  | Categoría              | Trabajo    | Resultado | Ref.   |
| ---- | ---------------------- | ---------- | --------- | ------ |
| 2016 | Grupo Musical Favorito | Pentatonix | Nominados | [ 56 ] |

### iHeartRadio Awards
| Año  | Categoría   | Trabajo                         | Resultado | Ref.   |
| ---- | ----------- | ------------------------------- | --------- | ------ |
| 2016 | Mejor Cover | Cheerleader (Versionando a Omi) | Nominados | [ 57 ] |

## Miembros
- Kirstin "Kirstie" Maldonado - voz (mezzosoprano), coro (2011-presente)
- Scott Hoying - voz (Barítono), coro (2011-presente)
- Mitchell "Mitch" Grassi - voz (tenor), coro (2011-presente)
- Kevin "K.O" Olusola - beatbox, chelo, coro, voz (tenor) (2011-presente)
- Matthew "Matt" Sallee - voz (bajo y barítono),  beatbox (2017-presente)

### Antiguos miembros
- Avriel "Avi" Kaplan - voz (bajo), coro (2011-2017)

## Discografía

### Álbumes & EPs
- PTX, Vol. I (27 de junio de 2012)
- PTXmas (13 de noviembre de 2012)[58]
- PTX, Vol. II (5 de noviembre de 2013)[59]
- PTX, Vol. III (23 de septiembre de 2014)
- That's Christmas To Me (17 de octubre de 2014)
- "Pentatonix" (16 de octubre de 2015)
- "A Pentatonix Christmas" (21 de octubre de 2016)
- PTX, Vol. IV: Classics (7 de abril de 2017)
- A Pentatonix Christmas Deluxe (6 de diciembre de 2017)
- PTX Presents: Top Vol. I (13 de abril de 2018)
- Christmas Is Here! (29 de octubre de 2018)
- The Best Of Pentatonix Christmas (25 de octubre de 2019)
- At Home (EP) (26 de junio de 2020)
- We Need A Little Christmas (13 de noviembre de 2020)
- The Lucky Ones (22 de enero de 2021)
- The Lucky Ones (Deluxe) (12 de febrero de 2021)
- Evergreen (29 de octubre de 2021)
- Holidays Around the World (28 de octubre de 2022)
- The Greatest Christmas Hits (20 de octubre de 2023)